# 환상의 그대
《환상의 그대》(영어: You Will Meet a Tall Dark Stranger)는 2010년에 개봉한 미국 스페인 합작 코미디 드라마 영화이다. 우디 앨런이 각본과 감독을 맡고, 안토니오 반데라스, 조시 브롤린, 앤서니 홉킨스, 제마 존스, 프리다 핀토, 루시 펀치, 나오미 와츠 등이 출연했다. 2010년 5월 15일에 제63회 칸 영화제 비경쟁 부문에서 처음 상영되었다.

## 줄거리
헬레나는 지난 40년간 부부 생활을 한 앨피와 이혼한 뒤 영적 조언을 얻기 위해 점쟁이 크리스털을 찾아간다. 둘의 외동딸 샐리는 남편 로이와의 결혼 생활에 어려움을 겪고 있다. 로이는 한때 성공한 작가였지만 현재는 새 원고에 대한 출판사의 답변을 기다리며 불안해하는 중이다. 헬레나는 샐리 부부의 집세 지불을 도와준다.
73살인 앨피는 한참 어린 매춘부 샤메인과 재혼하고, 로이는 집 근처 창문 너머로 인도 출신 음악학자 디아를 훔쳐보며 그녀에게 빠져든다. 그러나 디아는 이미 약혼자가 있는 상태이다. 샐리는 근무처인 화랑의 새 상사 그레그와의 불륜을 고려하는데, 집안 문제로 힘들어하던 그레그는 후에 샐리의 후배인 아이리스와 바람을 피워 왔음을 고백한다. 헬레나는 우연히 오컬트 서점 주인 조너선과 친분을 쌓고, 이 관계는 연애로 발전한다.
로이의 새 책은 출판사에서 거절당한다. 절망에 빠진 로이는 우연히 친구인 작가 헨리가 사고로 죽었다는 소식을 듣게 된다. 헨리는 빼어난 원고를 막 완성하여 로이에게만 보여준 참이었고, 로이는 그 원고를 훔쳐 자신의 작품인 것처럼 발표하고 호평을 받는다. 로이는 디아와 몇 번의 점심 데이트 후 그녀를 설득해 약혼을 깨고 동거를 시작한다.
앨피는 샤메인의 과도한 지출 때문에 다투고, 헬레나에게 다시 시작하자고 제안하지만 거절당한다. 샤메인은 다른 남자와 관계를 맺고 임신을 한다. 앨피는 친자 검사를 요구하지만, 샤메인은 누가 아버지인지는 중요하지 않다고 주장한다.
직장을 그만둔 샐리는 자신만의 화랑을 열 생각으로 헬레나에게 전에 약속받았던 대출을 요청한다. 하지만 헬레나는 크리스털이 점성학적으로 좋지 않은 시기라고 말했다며 거절하고, 샐리는 격분한다. 한편 로이는 사고로 죽은 사람의 신원 식별에 혼선이 있었으며 실은 헨리가 혼수상태에서 회복 중이라는 소식을 듣고 충격을 받는다.
영화의 종결부에서 헬레나를 제외한 모든 인물은 자신의 선택을 불만족스러워한다. 크리스털을 통해 환생에 대한 믿음을 얻은 헬레나는 현재의 삶을 자신이 거치는 여러 생애 중 하나의 사건에 불과한 것으로 여기게 된다. 밀교를 믿는 조너선 역시 그녀의 믿음을 공유하며, 둘은 교령회를 열어 조너선의 죽은 아내로부터 두 사람의 관계를 축복받는다.

## 출연진
- 안토니오 반데라스 - 그레그 클러멘테이 역
- 조시 브롤린 - 로이 채닝 역
- 앤서니 홉킨스 - 앨피 셰프리지 역
- 제마 존스 - 헬레나 셰프리지 역
- 프리다 핀토 - 디아 역
- 루시 펀치 - 샤메인 폭스 역
- 나오미 와츠 - 샐리 채닝 역
- 로저 애슈턴그리피스 - 조너선 원치 역
- 유언 브렘너 - 헨리 스트랭글러 역
- 닐 잭슨 - 앨런 역
- 실리아 임리 - 이니드 위클로 역
- 폴린 콜린스 - 크리스털 델조노 역
- 애나 프릴 - 아이리스 역
- 앨릭스 매퀸 - 맬컴 도즈 역
- 미라 사이얼 - 디아의 어머니 역
- 아누팜 케르 - 디아의 아버지 역
- 내털리 월터 - 앨런의 여형제 역[3]
- 크리스천 매케이 - 포커 친구 역
- 필립 글레니스터 - 포커 친구 역
- 시오 제임스 - 레이 리처즈 역
- 잭 오스 - 해설